# ريبيكا بيتش سميث
ريبيكا بيتش سميث (بالإنجليزية: Rebecca Beach Smith)‏ هي قاضية ومحامية أمريكية، ولدت في 1949 في هوبويل في الولايات المتحدة.